# Partido de la Izquierda Revolucionaria
Die Partido de la Izquierda Revolucionaria (PIR) war eine Kommunistische Partei in Bolivien.
Sie wurde im Mai 1940 unter der Leitung von José Antonio Arze y Arze (* 13. Januar 1904 in Cochabamba; † 23. August 1955 ebenda) und Ricardo Anaya Arze (* 6. Februar 1907 in Cochabamba; † unbekannt) als  moskautreue kommunistische Partei gegründet. Sie suchte Anhänger unter den Bergarbeitern. Ihre Parlamentsabgeordneten handelten während des Zweiten Weltkrieges kooperativ mit Regierungen, die mit den Alliierten verbündet waren. Gegenüber der faschistischen Pro-Achsen-Regierung von Gualberto Villarroel López (20. Dezember 1943 bis 21. Juli 1946) betonte sie die Klassengegensätze.
Enrique Hertzog berief am 14. Mai 1947 mit Alfredo Mendizábal als Arbeitsminister und Gustavo Henrich als Minister für öffentliche Arbeiten und Kommunikation zwei Mitglieder der PIR in sein Kabinett. Als in dieser Amtszeit die Patiño Mines and Enterprises Consolidated, Inc. unter Antenor Patiño Rodríguez alle Beschäftigten der Bergwerke Siglo XX und Catavi mit Finanzierung durch die Banco Central entließ und anschließend den politisch unauffälligen Teil der Beschäftigten zum Mindestlohn wiedereinstellte, wurde für diese Rochade die PIR verantwortlich gemacht.
Ab 1951 war die Movimiento Nacionalista Revolucionario, die bis 1945 nicht von anderen faschistischen Bewegungen zu unterscheiden war, für zwei Jahre gegenüber Kommunisten offen, womit die PIR in der Bedeutungslosigkeit verschwand.